# Resolução 79 do Conselho de Segurança das Nações Unidas
Resolução 79 do Conselho de Segurança das Nações Unidas, aprovada em 17 de janeiro de 1950, tendo recebido o texto da Resolução 300 da Assembleia Geral das Nações Unidas sobre a regulamentação e redução geral dos armamentos convencionais e das forças armadas, o Conselho decidiu encaminhar a resolução para a Comissão para Armamentos Convencionais para um estudo mais aprofundado, de acordo com o plano de trabalho da Comissão.
Foi aprovada com 9 votos, a Iugoslávia estava presente, mas não votou, e a União Soviética se absteve.